# No Reflection
Pour les articles homonymes, voir Reflection.
Singles de Marilyn Manson
Arma-Goddamn-Motherfuckin-Geddon
(2009)
No Reflection est le premier single de Marilyn Manson extrait de l'album Born Villain. La chanson fut publiée au format numérique le 13 mars 2012 via Cooking Vinyl et Hell, etc. Le single fut également publié au format physique en disque vinyle 7" le 21 avril 2012, une édition limitée avec un vinyle blanc pour l'Europe et le Royaume-Uni pour fêter la journée du Record Store Day.
Le clip fut réalisé par le musicien et réalisateur français Quentin Dupieux, et l'actrice française Roxane Mesquida, y fait son apparition. La vidéo fut diffusée la première fois le 4 avril 2012 via le site internet Vevo sur la chaîne de Marilyn Manson. Le single se classa le 21 avril 2012 à la 37e position au Mainstream Rock Tracks chart et à la 32e au Active rock. No Reflection se classa également aux Hard Rock Digital Songs à la 21e position.

## Liste des titres
Toutes les paroles sont écrites par Marilyn Manson, toute la musique est composée par Marilyn Manson, Twiggy Ramirez.
| No | Titre                         | Durée |
| -- | ----------------------------- | ----- |
| 1. | No Reflection (Radio Edit)    | 3:30  |
| 2. | No Reflection (Album Version) | 4:36  |

## Composition du groupe
- Marilyn Manson – chants
- Twiggy Ramirez – guitare
- Fred Sablan – basse
- Jason Sutter – batterie